# Repelente en espiral

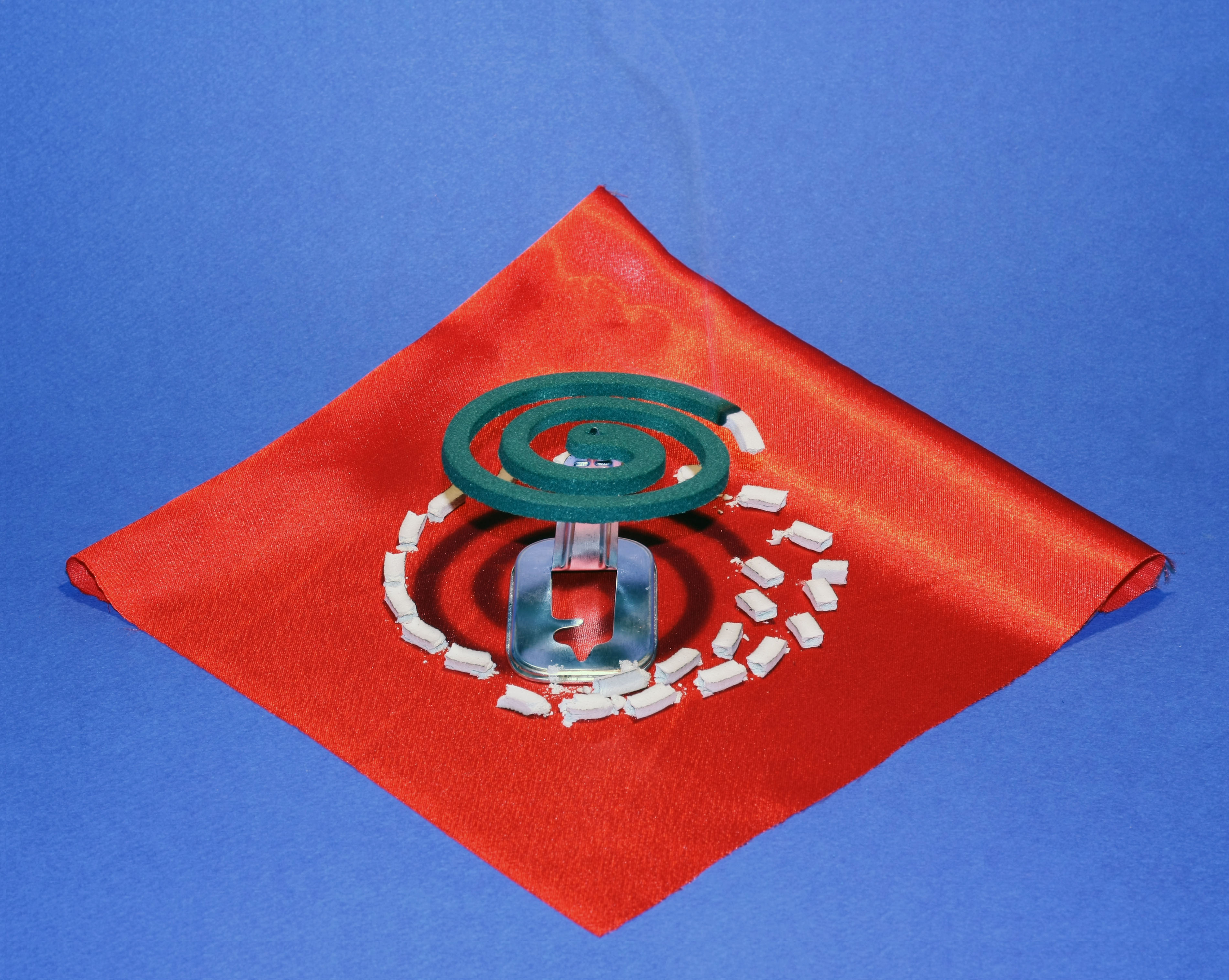
Repelente en espiral.

Un insecticida en espiral, coloquialmente llamado espiral, es un incienso repelente de insectos; posee la típica forma de espiral que le da su nombre, y por lo general está compuesto de una pasta seca de polvo de piretro. El rollo o bobina se sostiene por la parte del centro de la espiral, quedando de este modo suspendido en el aire, permitiendo de esta manera una traza continua. La brasa normalmente empieza en el cabo exterior de la espiral y lentamente se propaga hacia el centro, expulsando el humo repelente de mosquitos. Un insecticida en espiral  típico puede medir alrededor 15 cm de diámetro y dura alrededor de 7 a 12 horas. Los repelentes en espiral son ampliamente utilizados en Asia, África, Australia y América del Sur.

## Historia
El piretro es utilizado como insecticida desde hace siglos en Persia y Europa, habiendo sido implementado en forma de insecticida en espiral en la segunda mitad del siglo XIX por el empresario japonés Eiichiro Ueyama.
En aquel tiempo en Japón, el piretro en polvo era mezclado con aserrín y quemado para repeler mosquitos. En un comienzo Ueyama usaba palitos de incienso mezclados con almidón en polvo, cáscara seca pulverizada de naranja y polvo de piretro, el cual tardaba unos 40 minutos en consumirse. En 1895, su mujer Yuki propuso hacer los palos más gruesos y más largos, y rizados en espirales, para hacerlos durar más tiempo. En 1902, después de una serie de pruebas y errores,  consiguió el efecto de incienso quemado en forma espiral. El método comprendía el cortado de un conjunto de barras gruesas a una longitud determinada para luego enrollarlas manualmente. Este método se utilizó hasta 1957, cuándo la producción en masa se hizo posible a través de la extrusión a máquina.
Después de la Segunda Guerra Mundial, su compañía, Dainihon Jochugiku Co. Ltd, estableció una joint-venture en varios países, incluyendo China y Tailandia, para producir productos repelentes de mosquitos diseñados para funcionar en las condiciones ambientales locales.

## Ingredientes
Los ingredientes activos encontrados en los insecticidas en espiral pueden incluir:
- Piretro– Un material natural, pulverizado de una clase de planta de crisantemo.
- Piretrinas – Un extracto de las sustancias químicas insecticidas del piretro.
- Aletrina – A veces también llamada d-trans-aletrina, fue el primer piretroide sintético.
- Esbiothrin – Una forma de aletrina.
- Meperfluthrin - un éster piretroide.[7]
- Butilhidroxitolueno (BHT) – Un aditivo opcional utilizado para prevenir la oxidación del piretroide durante la combustión.
- Butóxido de piperonilo (PBO) – Un aditivo opcional para mejorar la efectividad del piretroide.
- N-Octil dicarboxamida biciclohepteno (MGK 264) – Un aditivo opcional que también sirve para mejorar la efectividad del piretroide.
- Dimefluthrin: un nuevo pesticida piretroide.
- Metoflutrina: un insecticida piretroide que es altamente efectivo contra los mosquitos. También se usa en la mayoría de los repelentes de mosquitos, como velas, parches y mini ventiladores.

## Desventajas
Los repelentes en espiral pueden ocasionar riesgo de incendio. Su uso ha resultado en numerosos incendios accidentales. En 1999, un incendio en un dormitorio de Corea del Sur causó la muerte de 23 personas por un descuido en un repelente en espiral.
Los repelentes en espiral son considerados insecticidas seguros para humanos y mamíferos, sin embargo algunos estudios recomiendan precaución en caso de uso en ambientes cerrados. Además, se ha encontrado que los espirales que se vendían en China y Malasia producían humo de PM2.5 suficiente como para equipararse con 75 a 137 cigarrillos prendidos y con niveles de emisión de formaldehído equivalentes a 51 cigarrillos prendidos. Otros estudios en ratas concluyeron que los repelentes en espiral no son un riesgo significativo para la salud, aunque algunas personas pueden experimentar irritación sensorial temporal de igual modo que sucede con cualquier otro humo generado por combustión de materiales orgánicos, tales como madera. En un estudio, las ratas estuvieron directamente expuestas al humo del espiral durante seis horas por día, cinco días a la semana durante 13 semanas. Estas ratas mostraron señales de irritación sensorial debido a la alta concentración de humo, pero esto no causó efectos adversos en otras partes del cuerpo. El estudio concluyó que bajo uso habitual, el repelente en espiral difícilmente sea un riesgo para la salud.